# Реални аикидо
Реални аикидо је борилачка вештина самоодбране из Србије, и базира на аикидо, џијуџицу и европском начину размишљања. Од 2003. године је званично регистрован у међународној УСМА класификацији борилачких вештина. Представља дефанзиван, изузетно флексибилан систем одбрамбених техника, чије су основне карактеристике брзина и правовременост реаговања, уклапање у противников напад, континуитет извођења технике и потпуна завршна контрола нападача, помоћу специфичних полуга.

## Почеци и развој
Творац реалног аикидоа је Љубомир Врачаревић, 10. дан – соке, који се борилачким вештинама бави од 1969. године. Незадовољан традиционалним јапанским аикидо, базираном на традицији и филозофији које су, по Врачаревићу, једном европском човеку доста стране, модификовао је технике, коригујући их све док није за свој појам дошао до оптималних решења – како најбрже, најефикасније и најекономичније онеспособити нападача. Реални аикидо је присутан у обуци телохранитеља и специјалних јединица војске и полиције, али и у рекреативном тренирању деце и одраслих.
Као вештина самоодбране без удараца и борбе, веома је примерен деци. У школама реалног аикидоа са децом од 5-12 година ради се по посебном програму «Кроз игру до мајсторства» који је базиран на развоју психофизичких особина деце. Вежбе загревања делују корективно на држање и кичмени стуб, побољшавају синхронизацију покрета и укупну моторику детета. Технике самоодбране су прилагођене дечјим могућностима, без тешких захвата који би могли довести до повређивања. 
Популарност реалног аикидоа у свету и отварање великог броја клубова условили су оснивање Светског центра реалног аикидоа у Београду, 1993, год. који координира рад свих клубова и федерација реалног аикидоа у свету.

## Звања
Постоји пет ученичких звања („кју“), након којих следе мајсторска („дан“).
| Ранг   | Боја појаса |
| ------ | ----------- |
| 5. кју | жути        |
| 4. кју | наранџасти  |
| 3. кју | зелени      |
| 2. кју | плави       |
| 1. кју | браон       |
| Дан    | црни        |